# Fernando León de Aranoa
Fernando León de Aranoa (Madrid, 26 mei 1968) is een Spaans filmregisseur en scenarioschrijver.

## Filmografie
| Filmografie als regisseur |                                   |                                             |
| Jaar                      | Titel                             | Opmerkingen                                 |
| 1995                      | Sirenas                           | Korte film                                  |
| 1996                      | Familia                           |                                             |
| 1998                      | Barrio                            |                                             |
| 2001                      | Caminantes                        | Documentaire                                |
| 2002                      | Los lunes al sol                  |                                             |
| 2005                      | Princesas                         |                                             |
| 2007                      | Invisibles                        | Documentaire, segment "Buenas noches, Ouma" |
| 2010                      | Amador                            |                                             |
| 2011                      | Sabina                            |                                             |
| 2013                      | Refugiados                        | Korte documentaire                          |
| 2015                      | A Perfect Day                     |                                             |
| 2016                      | Política, manual de instrucciones | Documentaire                                |
| 2017                      | Loving Pablo                      |                                             |
| 2021                      | El buen patrón                    |                                             |

- Biblioteca Nacional de España: XX1164979
- Bibliothèque nationale de France: cb14513950j (data)
- Catàleg d'autoritats de noms i títols de Catalunya: 981058513139106706
- Gemeinsame Normdatei: 124704271
- International Standard Name Identifier: 0000 0001 0920 3021
- Library of Congress Control Number: n98023290
- Nationale Bibliotheek van Tsjechië: js20070713018
- Nationale Bibliotheek van Israël: 987007410496205171
- Nederlandse Thesaurus van Auteursnamen: 203824725
- Système universitaire de documentation: 077442830
- Virtual International Authority File: 84263321
- WorldCat: E39PBJjxtVrFY4YGTj9vyqbTpP